# Demonike
Demonike (altgriechisch Δημονίκη Dēmoníkē) ist in der griechischen Mythologie die Tochter des Agenor und der Epikaste. Als ihr Bruder gilt Porthaon.
Mit dem Kriegsgott Ares zeugte sie Euenos, Thestios, Pylos und Molos.